# Anna Sommi
Anna Sommi, coniugata Luraschi (1º giugno 1931 – ...), è stata una cestista italiana.

## Carriera
Ha disputato con l'Italia i Campionati europei del 1952.